# パロマ・ピカソ
パロマ・ピカソ（Paloma Picasso、1949年4月19日 - ）は、フランスとスペインの服飾デザイナー、宝飾デザイナー、金細工師。ティファニーのジュエリーデザインやシグネチャー香水などで知られている。

## 生い立ち
芸術家パブロ・ピカソと画家フランソワーズ・ジローの娘として、フランスのヴァロリスで生まれた。出生時の名前はアンナ・パロマ・ルイス＝ピカソ・イ・ジロー(Anne Paloma Ruiz-Picasso y Gilot)である。パロマはスペイン語で鳩の意味であり、父が生涯に渡ってモチーフとしていたものである。『パロマとオレンジ』、『青の中のパロマ』など、父の作品の多くに登場している。
同母兄にクロード・ピカソ（1947-2023年）、異母兄にパウロ・ピカソ（1921-1975年）、異母姉にマヤ・ウィドメーアー＝ピカソ（1935-2022年）がいる。また、母と再婚相手のリュック・シモンとの間に異父妹のオーレリア（1956年生）がいる。

## キャリア

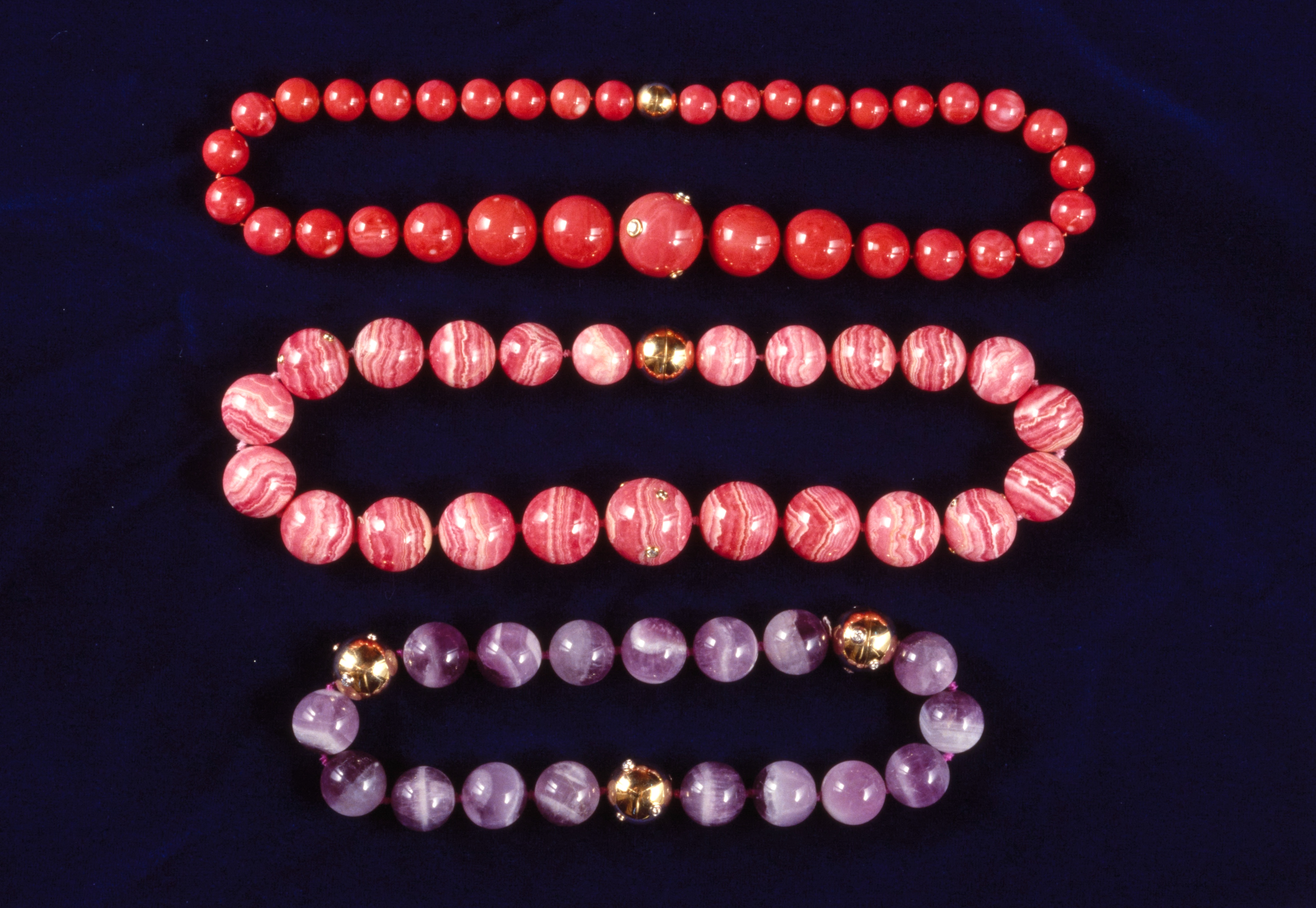
パロマ・ピカソがデザインしたアクセサリー

パロマ・ピカソの宝飾デザイナーとしてのキャリアは、彼女がパリで服飾デザイナーをしていた1968年に始まった。蚤の市で購入した石を使って作ったラインストーンのネックレスが、批評家の注目を集めた。それをきっかけにして、ピカソは宝飾デザインの学校に通うようになった。その1年後、ピカソは友人であるイヴ・サン＝ローランに最初の作品を見せたところ、サン＝ローランはすぐに彼のコレクションに添えるアクセサリーのデザインをピカソに依頼した。1971年には、ギリシャのジュエリーメーカー、ゾロタス社で働いていた。
1980年、ピカソはニューヨークのティファニーとの仕事を始めた。また、香水についての研究を行い、1984年にはロレアルから「パロマ」という香水を発売した。『ニューヨーク・ポスト』紙で、ピカソはこの香水を「自分のような強い女性のためのもの」と表現した。同年、「パロマ」ブランドのボディローション、パウダー、シャワージェル、石鹸なども発売された。
2010年には、ティファニーからデザイナー就任30周年記念コレクションが発売された。

## 赤
ピカソは赤を好む。ピカソの赤い口紅は「彼女の名刺」と呼ばれていた。フランソワ・ナーズはパロマについて、「赤は彼女のトレードマークだ」「彼女のシグネチャーであり、このデザイナーの赤の時代を定義していると言えるかもしれない」と言っている。
ピカソが赤に魅了されたのは幼少期からで、6歳のときに真っ赤な口紅をつけ始めた。彼女はその赤い口紅によって認識されるようになった。「彼女の角張った横顔は、父親のキュービズムの傾向を思い出させる」と言われた。目立たないようにしたいときは、赤い口紅をつけないようにしていた。

## 映画
1973年に父が亡くなり、ピカソは一時的にデザインに興味を失った。同年、ポーランドの映画監督ワレリアン・ボロズウィックの映画『インモラル物語』に出演し、バートリ・エルジェーベトを演じた。

## 私生活
1978年、ピカソは劇作家・演出家のラファエル・ロペス＝カンビルと結婚したが、後に離婚した。1999年、オステオパシー医師であるエリック・テヴェネと結婚した。芸術やデザインに関心のあるテヴェネは、ピカソに貴重な示唆を与えた。2人はスイスのローザンヌとモロッコのマラケシュに住んでいる。